# Grzegorz Kosma

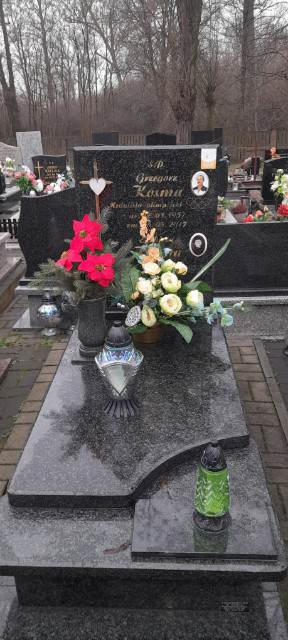
Grób Grzegorza Kosmy na cmentarzu w Konstantynowie Łódzkim

Grzegorz Stanislaw Kosma (ur. 2 marca 1957 w Łodzi, zm. 6 maja 2017 w Konstantynowie Łódzkim) – polski szczypiornista, olimpijczyk z Moskwy 1980. Brązowy medalista mistrzostw świata w 1982 roku.
Zawodnik reprezentujący barwy klubu Anilana Łódź (od 1969) z przerwą w latach 1971–1974, gdy reprezentował barwy MKS Łodzianka, grający na pozycji rozgrywającego. Zdobywca tytułu mistrza Polski w 1983 roku z klubem Anilana Łódź.
W reprezentacji Polski rozegrał 158 meczów, zdobywając w niej 355 bramek.
Na igrzyskach w 1980 roku był członkiem polskiej drużyny, która zajęła 7. miejsce.

## Wyróżnienia
26 października 2017 roku samorządowcy Rady Miejskiej w Konstantynowie Łódzkim podjęli uchwałę w sprawie nadania Kosmie tytułu Zasłużony dla Miasta Konstantynowa Łódzkiego. Szczypiornistę wyróżniono za: „znaczące sukcesy sportowe w piłce ręcznej promujące miasto Konstantynów Łódzki oraz wpływanie na kształtowanie się konstantynowskiego środowiska sportowego”.